# Navaluenga
Navaluenga è un comune spagnolo di 2 011 abitanti situato nella comunità autonoma di Castiglia e León.